# Света Недеља (општина)
Света Недеља (итал. Santa Domenica — Санта Доменика, такође Santa Domenica d'Albona) је општина у Хрватској, у Истарској жупанији. Седиште општине се налази у насељу Недешћина.

## Географија
Света Недеља се налази у источном делу Истре. Општина захвата територију од 60 km².

## Становништво
На попису становништва 2011. године, општина Света Недеља је имала 2.987 становника, од чега у седишту општине насељу Недешћина 604.